# Enrico Boniforti
Enrico Boniforti (ur. 7 grudnia 1917 w Saronno; zm. 18 października 1991 w Saronno) – włoski piłkarz, grający na pozycji obrońcy, trener piłkarski.

## Kariera piłkarska

### Kariera klubowa
Wychowanek klubów Saronno i La Folgore. W 1937 rozpoczął karierę piłkarską w drużynie Varese. W 1939 został piłkarzem Milano, skąd w 1943 został wypożyczony do Varese. Po zakończeniu II wojny światowej grał w Cremonese i Palermo. W latach 1950–1952 bronił barw Juventusu, z którym zdobył mistrzostwo Włoch. Potem do 1954 występował w Lucchese.

## Kariera trenerska
W 1961 roku rozpoczął pracę trenerską w Rescaldinese (Serie D). W 1962 stał na czele rodzinnego Saronno, grającego w Serie C.
Zmarł w 1991 roku w wieku 74 lat.

## Sukcesy i odznaczenia

### Sukcesy klubowe
Palermo
- mistrz Serie B: 1947/48 (gr. C)

Juventus
- mistrz Włoch: 1949/50, 1951/52